# Diferencial

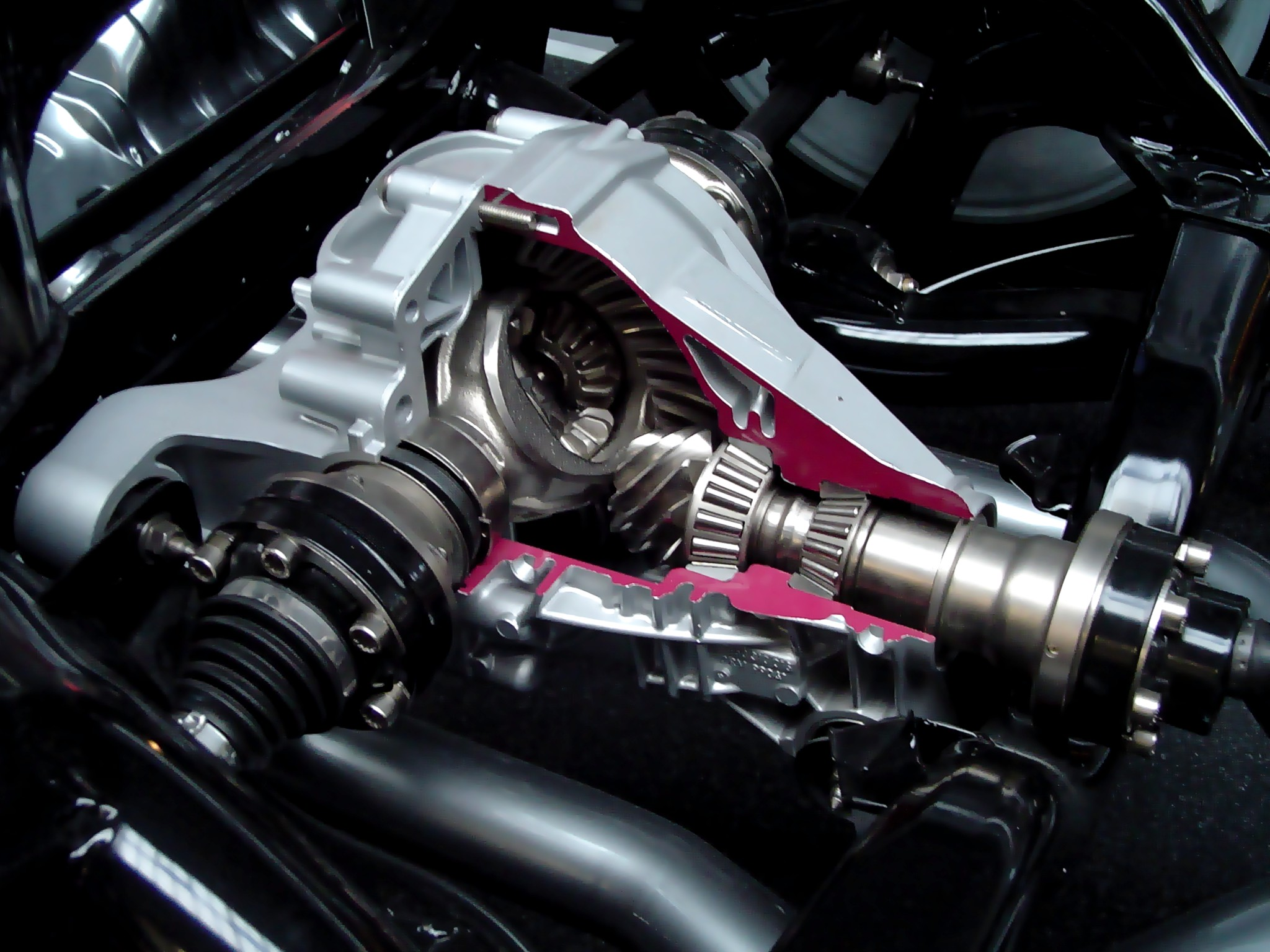
Um diferencial aberto

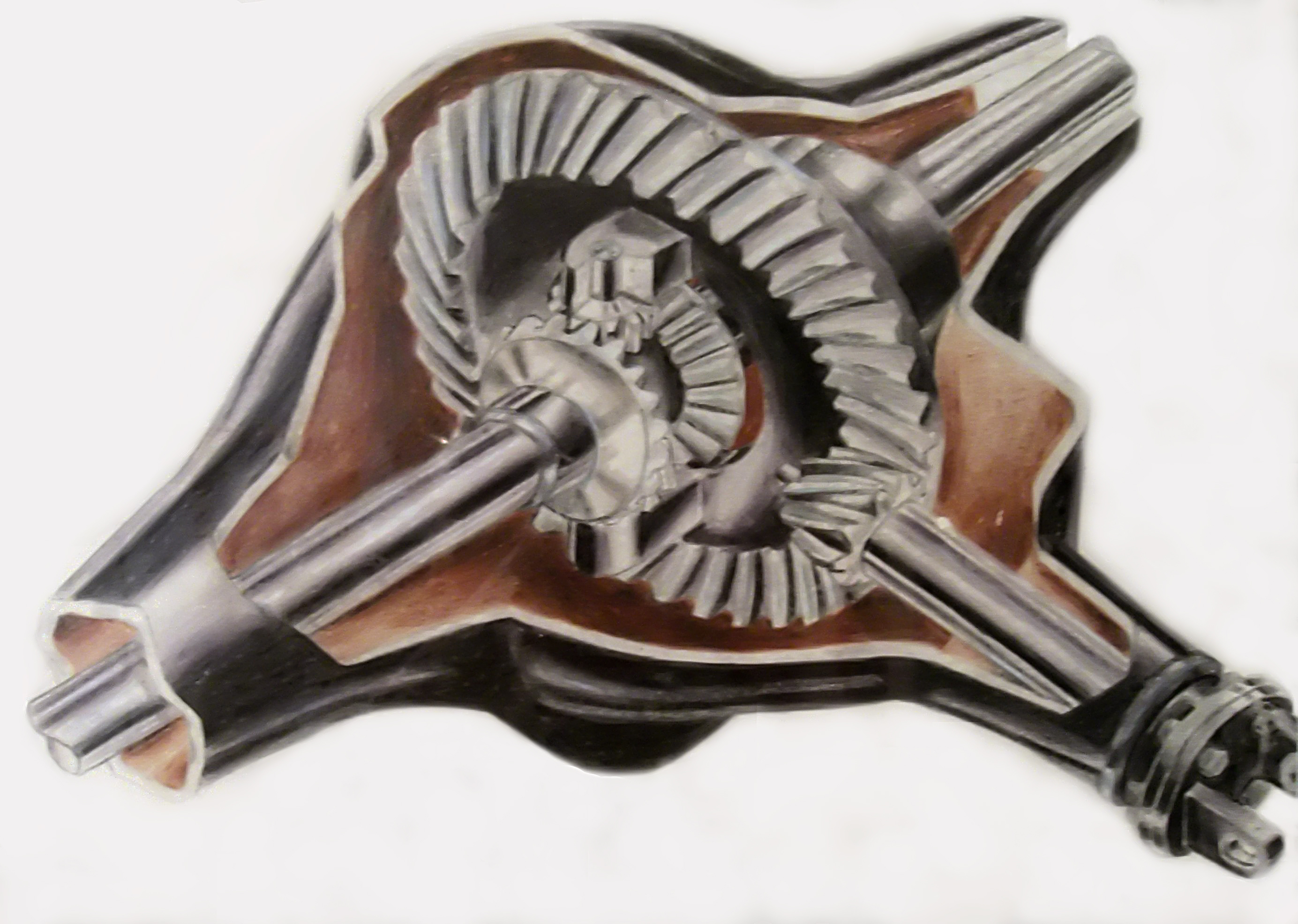
Ilustração de um diferencial

O diferencial é um dispositivo mecânico indispensável em veículos de tração. O diferencial tem a função de transferir e distribuir uniformemente o torque a dois semi-eixos que em principio giram em sentidos opostos, possibilitando assim, a cada eixo, uma gama de velocidade e rotações diferentes.
O diferencial possibilita transmissão da rotação igual aos semi-eixos, independentemente das suas velocidades de rotação.
Um diferencial transfere, mediante rodas dentadas (engrenagens), as rotações da esquerda para direita da transmissão, pelo eixo cardã e , quando equilibrado, transforma em movimento  único (para frente ou para trás quando se engata a ré) (a ré muda o sentido de rotação do eixo cardan, e não o diferencial), ou seja, com a ré engatada o eixo cardan move-se da direita para esquerda e o diferencial gira para trás.
Em geral, o diferencial é aplicado nos veículos terrestres tracionados por motores de qualquer natureza. O torque é produzido pelo motor e chega ao diferencial através do eixo cardã, e assim é dividido entre as duas rodas de tração. Uma das principais atuações do diferencial é no momento da curva, onde uma roda precisa girar mais do que a outra.
O diferencial não mantém o torque igual entre as rodas, podendo inclusive uma roda permanecer em repouso enquanto a outra recebe toda a potência e movimento gerado pelo motor. Isso acontece porque a força tende a "seguir o caminho mais fácil".
O diferencial tem um efeito que pode ser considerado como indesejado quando uma das rodas motoras perde aderência devido a piso escorregadio ou muito irregular. Nessas circunstâncias, o diferencial faz com que a roda com menor aderência gire rapidamente, desperdiçando toda potência mecânica produzida pelo motor. Este efeito pode ser eliminado com diferenciais auto-bloqueantes ou com diferenciais com bloqueio manual ou elétrico. 
Alguns veículos de tração 4X4 apresentam três diferenciais. Um diferencial em cada eixo e um diferencial central destinado a dividir o torque entre os dois eixos.